# Dux Pannoniae primae et Norici ripensis
Il Dux Pannoniae primae et Norici ripensis era il comandante di truppe di limitanei della diocesi dell'Italia annonaria, e facenti parte dell'armata imperiale del Numerus intra Illyricum. Suo diretto superiore era al tempo della Notitia dignitatum (nel 400 circa), il comes Illyrici, che a sua volta dipendeva dal magister peditum praesentalis per le unità di fanteria, e dal magister equitum praesentalis per quelle di cavalleria.

## Elenco unità
Era a capo di 14 unità (o distaccamenti) di fanteria, 16 di cavalleria e 5 flotte, come risulterebbe dalla Notitia dignitatum:
legioni di limitanei:
- Praefectus legio II Italica, a Ioviaco, Lentiae e Lauriaco; Praefectus legio I Noricorum, ad Adiuvense e Fafianae; Praefectus legio X Gemina, a Vindomarae e Arrabona; Praefectus legio XIV Gemina, a Carnunto e Arrabona;[3]

altre unità di fanteria:
- Cuneus equitum Dalmatarum, Flexo; Cuneus equitum stablesianorum, Arrabona;[3]
- Equites promoti, Arrabona; Equites sagittarii, Quadriburgio; Equites Dalmatae, Ala Nova; Equites Dalmatae, Aequinoctoiae; Equites Dalmatae, Ad Herculem; Equites sagittarii, Gerulata; Equites promoti, Flexo; Equites Mauri, Quadrato; Equites promoti, Ad Mauros; Equites sagittarii, Lentiae; Equites sagittarii, Lacufelicis; Equites Dalmatae, Arlape; Equites Dalmatae, Augustianis; Equites promoti, Comagenis;[3]
- Tribunus cohortis, Arrianis; Tribunus cohortis Caratensis; Tribunus cohortis, Boiodoro; Tribunus cohortis, Austuris; Tribunus cohortis, Cannabiaca;[3]
- Tribunus del popolo dei Marcomannorum;[3]
- Praefectus classis Histricae, Arrunto e Vindomanae; Praefectus classis Arlapensis et Maginensis; Praefectus classis Lauriacensis.[3]